# Нижний Кисляй
Ни́жний Кисля́й — посёлок городского типа в Бутурлиновском районе Воронежской области России.
Административный центр Нижнекисляйского городского поселения, площадь посёлка — 9,86 км².

## География
Расположен в 35 км к западу от железнодорожной станции Бутурлиновка (на ветке «Таловая—Калач»), на реке Битюг.
В 2008 году посёлок Меловое был включён в черту пгт. Нижний Кисляй.

## История
Основан в начале XVII века переселёнными дворцовыми крестьянами. Статус посёлка городского типа — с 1958 года.
В 2008 году сельский населённый пункт посёлок Меловое, подчинённый администрации пгт. Нижний Кисляй, включён в черту пгт. Нижний Кисляй.

## Население
| 1859  | 1897  | 1959  | 1970  | 1979  | 1989  | 2002  | 2009  | 2010  |
| ----- | ----- | ----- | ----- | ----- | ----- | ----- | ----- | ----- |
| 1505  | ↗2031 | ↗7430 | ↘5512 | ↘4909 | ↘4469 | ↘4456 | ↘4200 | ↘3967 |
| 2012  | 2013  | 2014  | 2015  | 2016  | 2017  | 2018  | 2019  | 2020  |
| ↘3858 | ↘3792 | ↘3651 | ↘3576 | ↘3474 | ↘3410 | ↘3340 | ↘3272 | ↘3241 |
| 2021  |       |       |       |       |       |       |       |       |
| ↘3156 |       |       |       |       |       |       |       |       |

## Экономика
Основное предприятие ЗАО «Нижнекисляйская молочная компания» — один из ведущих производителей сгущённого молока в России. В советское время в посёлке работали также сахарный завод (закрыт в начале 2000-х), свёклосовхоз (ныне ООО «Нижнекисляйские свеклосемена»), спецхоз по откорму крупного рогатого скота (закрыт в 1990-е).

## Известные уроженцы
- Красовский, Александр Александрович (1931—1994) — учёный-механик, известный специалист в области теории полёта ракет.